# محوطه پینوند
محوطه پینوند مربوط به دوره اشکانیان - دوره ساسانیان - سده‌های اولیه دوران‌های تاریخی پس از اسلام است و در شهرستان سیاهکل، بخش دیلمان، دهستان دیلمان، روستای پینوند واقع شده و این اثر در تاریخ ۷ اسفند ۱۳۸۶ با شمارهٔ ثبت ۲۱۵۲۲ به‌عنوان یکی از آثار ملی ایران به ثبت رسیده‌است.